# Tempest (Fernsehserie)
Tempest (koreanischer Originaltitel: 북극성) ist eine südkoreanische Miniserie, die von Chung Seo-kyung geschrieben und von Kim Hee-won und Heo Myeong-haeng inszeniert wurde. In Südkorea findet die Premiere der Serie am 10. September 2025 als Original durch Disney+ via Star statt. Im deutschsprachigen Raum erfolgt die Erstveröffentlichung der Serie am selben Tag durch Disney+ via Star.

## Handlung
Seo Mun-ju, eine angesehene ehemalige UN-Botschafterin sowie erfahrene und scharfsinnige Diplomatin, wird Zeugin der Ermordung ihres Ehemannes, der als Kandidat für das südkoreanische Präsidentenamt angetreten war. Nach seinem Tod beschließt Mun-ju, seinen Platz einzunehmen und als Präsidentschaftskandidatin ihrer Partei anzutreten, während sie zugleich die Wahrheit hinter dem Anschlag aufdecken will. Mit dem Schritt ihrer Kandidatur rückt auch sie ins Visier der Drahtzieher hinter dem Mordkomplott und sieht sich ab diesem Zeitpunkt mit einer andauernden Bedrohungslage konfrontiert. Inmitten dieser Situation kreuzen sich Mun-jus Wege mit denen von Baek San-ho, einem mysteriösen Elite-Söldner, dessen Herkunft und Motive im Verborgenen bleiben und der sie fortan beschützt. Gemeinsam stoßen sie auf eine tiefverwurzelte, multinationale Verschwörung, die sich bis in die höchsten Kreise der Politik erstreckt und die Stabilität sowohl von Südkorea als auch von Nordkorea bedroht. Trotz aller Gefahren setzen sie alles daran, die Wahrheit ans Licht zu bringen und dem Treiben ein Ende zu setzen – auch wenn die Opfer dafür unermesslich hoch sein könnten.

## Besetzung und Synchronisation
Die deutschsprachige Synchronisation entstand unter der Dialogregie von Tiyam Akbarzadeh durch die Synchronfirma Iyuno Germany in Berlin.
| Rolle               | Schauspieler       | Synchronsprecher |
| ------------------- | ------------------ | ---------------- |
| Seo Mun-ju          | Jun Ji-hyun        |                  |
| Baek San-ho         | Gang Dong-won      |                  |
| Anderson Miller     | John Cho           |                  |
| Chae Kyung-sin      | Kim Hae-sook       |                  |
| Jang Jun-sang       | Oh Jung-se         |                  |
| Kang Han-na         | Won Ji-an          |                  |
| Ethan               | Christopher Gorham |                  |
| Eagleton            | Michael Gaston     |                  |
| US-Präsident Houser | Spencer Garrett    |                  |

## Episodenliste
| Nr. | Deutscher Titel | Originaltitel | Erstveröffentlichung (Südkorea) | Deutschsprachige Erstveröffentlichung (D/A/CH) |
| --- | --------------- | ------------- | ------------------------------- | ---------------------------------------------- |
| 1   | —               | —             | 10. Sep. 2025                   | 10. Sep. 2025                                  |
| 2   | —               | —             | 10. Sep. 2025                   | 10. Sep. 2025                                  |
| 3   | —               | —             | 10. Sep. 2025                   | 10. Sep. 2025                                  |
| 4   | —               | —             | 17. Sep. 2025                   | 17. Sep. 2025                                  |
| 5   | —               | —             | 17. Sep. 2025                   | 17. Sep. 2025                                  |
| 6   | —               | —             | 24. Sep. 2025                   | 24. Sep. 2025                                  |
| 7   | —               | —             | 24. Sep. 2025                   | 24. Sep. 2025                                  |
| 8   | —               | —             | 1. Okt. 2025                    | 1. Okt. 2025                                   |
| 9   | —               | —             | 1. Okt. 2025                    | 1. Okt. 2025                                   |